# Leucoagaricus sericifer
Leucoagaricus sericifer är en svampart som först beskrevs av Marcel Locquin, och fick sitt nu gällande namn av Vellinga 2000. Leucoagaricus sericifer ingår i släktet Leucoagaricus och familjen Agaricaceae.  Arten är reproducerande i Sverige. Inga underarter finns listade i Catalogue of Life.